# Flughafen Patna

i7
i11
i13
Der Lok Nayak Jaya Prakash Narayan Airport (auch Flughafen Patna, IATA-Code: PAT, ICAO-Code: VEPT) ist ein Verkehrsflughafen 5 km südwestlich von Patna, der Landeshauptstadt von Bihar in Indien. Er ist nach dem Unabhängigkeitsaktivisten Jayaprakash Narayan benannt. Er liegt auf Platz 16 der größten Flughäfen in Indien, und der jährliche Passagierverkehr stieg von 2018 bis 2019 um 30,6 Prozent auf über 4 Millionen Fluggäste. Um die Nachfrage zu befriedigen, arbeitet die Airports Authority of India (AAI) derzeit am Ausbau und der Modernisierung der Flughafeninfrastruktur.
Bei dem Ausbau wird die Fläche des Terminalgebäudes von derzeit 7.200 Quadratmetern auf 57.000 Quadratmeter erhöht. Das neue Terminalgebäude des Flughafens Patna wird ein zweistöckiges Gebäude sein, das mit sechs Fluggastbrücken und einem Vorfeld ausgestattet ist, auf dem jeweils 14 Flugzeuge abgestellt werden können. Gegenwärtig können auf dem Flughafen nur sechs Flugzeuge parken.
In Patna ist zudem derzeit (Stand 2019) ein neuer Flughafen zur Entlastung im Bau, welcher 2022 in Betrieb gehen soll.

## Fluggesellschaften
Der Flughafen wird von den indischen Fluggesellschaften Air India, GoAir India, IndiGo Airlines, Vistara und SpiceJet angeflogen.

## Zwischenfälle
Am 17. Juli 2000 stürzte eine Boeing 737-200 der Alliance Air (Luftfahrzeugkennzeichen VT-EGD) in der Nähe des Flughafens ab, nachdem sie im Landeanflug zu langsam eine Linkskurve flog und es zu einem Strömungsabriss gekommen war. Bei dem Absturz starben 55 der 58 Personen an Bord sowie fünf Menschen am Boden.